# Pasteles de Chaves

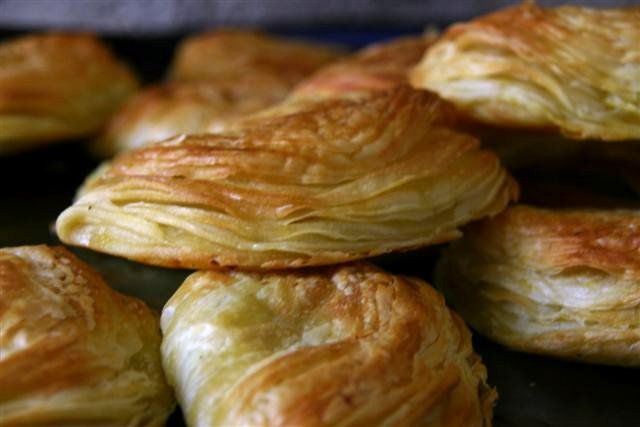
Detalles de los "Pasteles de Chaves" - "Pastéis de Chaves".

Los Pastéis de Chaves (denominados en español Pasteles de Chaves) son una variedad de pasteles muy típica de la repostería de la ciudad de Chaves (Portugal) (zona de Alto Trás-os-Montes), llegando a ser uno de los símbolos de la ciudad. Se trata de unos pasteles salados elaborados con una masa de hojaldre y elaborados de tal forma que contienen en su interior carne picada de cerdo. Se suelen servir como aperitivo acompañados de una copa de vino blanco. 